# Triglav Trophy de 2014
Triglav Trophy de 2014 foi a vigésima terceira edição do Triglav Trophy, um evento anual de patinação artística no gelo, sendo parte do calendário sênior internacional. A competição foi disputada entre os dias 2 de abril e 6 de abril, na cidade de Jesenice, Eslovênia.

## Eventos
- Individual masculino
- Individual feminino

## Medalhistas
| Evento                        | Ouro                                   | Prata                            | Bronze                    |
| Sênior                        |                                        |                                  |                           |
| Individual masculino detalhes | Michael Christian Martinez · Filipinas | Keiji Tanaka · Japão             | Ryuju Hino · Japão        |
| Individual feminino detalhes  | Rika Hongo · Japão                     | Francesca Rio · Itália           | Isabelle Olsson · Suécia  |
| Júnior                        |                                        |                                  |                           |
| Individual masculino detalhes | Anton Kempf · Alemanha                 | Daniel Naurits · França          | Marco Zandron · Itália    |
| Individual feminino detalhes  | Elizabet Tursynbayeva · Cazaquistão    | Lim Ah-hyun · Coreia do Sul      | Alissa Scheidt · Alemanha |
| Noviço                        |                                        |                                  |                           |
| Individual masculino detalhes | Arthur Ribes · França                  | Matej Gregorc · Eslovênia        | Mate Borocz · Hungria     |
| Individual feminino detalhes  | Ahn So-hyun · Coreia do Sul            | Charlotte Vandersarren · Bélgica | Sophie Hanke · Alemanha   |

## Resultados

### Sênior

#### Individual masculino
| Pos.              | Nome                       | Nacionalidade | Pontos | PC        | PL         |
| ----------------- | -------------------------- | ------------- | ------ | --------- | ---------- |
| Medalha de ouro   | Michael Christian Martinez | Filipinas     | 195.13 | 63.29 (1) | 131.84 (1) |
| Medalha de prata  | Kenji Tanaka               | Japão         | 189.83 | 63.08 (2) | 126.75 (2) |
| Medalha de bronze | Ryuju Hino                 | Japão         | 183.06 | 59.26 (4) | 123.80 (4) |
| 4                 | Philip Harris              | Reino Unido   | 174.32 | 60.66 (3) | 113.66 (5) |
| 5                 | Lee June-hyoung            | Coreia do Sul | 173.16 | 46.62 (7) | 126.54 (3) |
| 6                 | Mario-Rafael Ionian        | Áustria       | 158.94 | 52.59 (6) | 106.35 (6) |
| 7                 | Sondre Oddvoll Boe         | Noruega       | 146.27 | 54.69 (5) | 91.58 (7)  |

#### Individual feminino
| Pos.              | Nome             | Nacionalidade | Pontos | PC         | PL         |
| ----------------- | ---------------- | ------------- | ------ | ---------- | ---------- |
| Medalha de ouro   | Rika Hongo       | Japão         | 153.32 | 57.71 (1)  | 95.61 (1)  |
| Medalha de prata  | Francesca Rio    | Itália        | 139.36 | 50.43 (2)  | 88.93 (3)  |
| Medalha de bronze | Isabelle Olsson  | Suécia        | 136.62 | 47.28 (3)  | 89.34 (2)  |
| 4                 | Riona Kato       | Japão         | 126.49 | 44.61 (4)  | 81.88 (5)  |
| 5                 | Byun Ji-hyun     | Coreia do Sul | 124.88 | 42.33 (8)  | 82.55 (4)  |
| 6                 | Anneli Kawelke   | Alemanha      | 122.50 | 44.18 (5)  | 78.32 (8)  |
| 7                 | Camilla Gjersem  | Noruega       | 121.44 | 41.04 (10) | 80.40 (6)  |
| 8                 | Ilaria Nogaro    | Itália        | 120.28 | 43.72 (6)  | 76.56 (9)  |
| 9                 | Daša Grm         | Eslovênia     | 119.87 | 41.09 (9)  | 78.78 (7)  |
| 10                | Annie Rabe       | Noruega       | 117.26 | 42.49 (7)  | 74.77 (10) |
| 11                | Pina Umek        | Eslovênia     | 100.55 | 40.37 (11) | 60.18 (12) |
| 12                | Clara Peters     | Irlanda       | 93.39  | 31.76 (12) | 61.63 (11) |
| 13                | Elettra Ollivoto | Itália        | 86.76  | 29.76 (14) | 57.00 (13) |
| 14                | Michele Callison | Reino Unido   | 84.18  | 29.04 (15) | 55.24 (14) |
| 15                | Kim Falconer     | África do Sul | 80.85  | 29.98 (13) | 50.87 (15) |

### Júnior

#### Individual masculino júnior
| Pos.              | Nome                | Nacionalidade | Pontos | PC        | PL        |
| ----------------- | ------------------- | ------------- | ------ | --------- | --------- |
| Medalha de ouro   | Anton Kempf         | Alemanha      | 139.66 | 47.01 (2) | 92.65 (1) |
| Medalha de prata  | Daniel Naurits      | França        | 132.88 | 46.80 (3) | 86.08 (2) |
| Medalha de bronze | Marco Zandron       | Itália        | 124.66 | 40.10 (4) | 84.56 (3) |
| 4                 | Giorgio Settembrini | Itália        | 123.01 | 49.26 (1) | 73.75 (4) |

#### Individual feminino júnior
| Pos.              | Nome                    | Nacionalidade | Pontos | PC         | PL         |
| ----------------- | ----------------------- | ------------- | ------ | ---------- | ---------- |
| Medalha de ouro   | Elizabet Tursynbayeva   | Cazaquistão   | 150.68 | 48.97 (1)  | 101.71 (1) |
| Medalha de prata  | Lim Ah-hyun             | Coreia do Sul | 120.33 | 35.93 (8)  | 84.40 (2)  |
| Medalha de bronze | Alissa Scheidt          | Alemanha      | 115.69 | 50.43 (2)  | 74.43 (3)  |
| 4                 | Jemima Rasmuss          | Noruega       | 103.31 | 33.34 (10) | 69.97 (4)  |
| 5                 | Alessia Zardin          | Itália        | 100.61 | 34.28 (9)  | 66.33 (5)  |
| 6                 | Samantha Cabiles        | Filipinas     | 100.04 | 36.96 (6)  | 63.08 (7)  |
| 7                 | Aiza Imambek            | Cazaquistão   | 99.52  | 37.57 (4)  | 61.95 (9)  |
| 8                 | Alice Luccisano         | Itália        | 97.20  | 37.45 (5)  | 59.75 (12) |
| 9                 | Dorka Havasi            | Hungria       | 94.25  | 30.63 (17) | 63.62 (6)  |
| 10                | Bryony Corrigan-Rattray | Reino Unido   | 93.83  | 33.02 (11) | 60.81 (10) |
| 11                | Yoshino Braganti        | França        | 92.39  | 29.85 (19) | 62.54 (8)  |
| 12                | Jana Savina             | Itália        | 91.29  | 36.62 (7)  | 54.67 (16) |
| 13                | Julia Batori            | Hungria       | 91.07  | 30.49 (18) | 60.58 (11) |
| 14                | Amina Gohm              | Áustria       | 88.47  | 32.68 (12) | 55.79 (15) |
| 15                | Bethan Whiteman         | Reino Unido   | 87.03  | 31.21 (14) | 55.82 (14) |
| 16                | Summer Williams         | Reino Unido   | 85.07  | 28.90 (20) | 56.17 (13) |
| 17                | Kristina Dubrovskaya    | Chipre        | 84.12  | 32.30 (13) | 51.82 (17) |
| 18                | Tena Copor              | Croácia       | 82.36  | 31.07 (15) | 51.29 (18) |
| 19                | Antonella Palmisano     | Itália        | 80.22  | 30.96 (16) | 49.26 (20) |
| 20                | Valentina Mikac         | Croácia       | 78.11  | 26.99 (21) | 51.12 (19) |
| 21                | Manja Kraigher          | Eslovênia     | 64.65  | 24.13 (22) | 40.52 (21) |
| WD                | June Marie Bejaminsen   | Noruega       | —      | 40.15 (3)  | — (WD)     |

### Noviço avançado

#### Individual masculino noviço avançado
| Pos.              | Nome          | Nacionalidade | Pontos | PC        | PL        |
| ----------------- | ------------- | ------------- | ------ | --------- | --------- |
| Medalha de ouro   | Arthur Ribes  | França        | 89.93  | 36.67 (1) | 53.46 (1) |
| Medalha de prata  | Matej Gregorc | Eslovênia     | 81.54  | 29.59 (2) | 51.95 (2) |
| Medalha de bronze | Mate Borocz   | Itália        | 75.47  | 26.39 (4) | 49.61 (3) |
| 4                 | Alexandre Bec | França        | 61.50  | 25.86 (3) | 35.11 (4) |
| WD                | Isaak Drozien | Alemanha      | —      | — (WD)    |           |

#### Individual feminino noviço avançado
| Pos.              | Nome                    | Nacionalidade | Pontos | PC         | PL         |
| ----------------- | ----------------------- | ------------- | ------ | ---------- | ---------- |
| Medalha de ouro   | Ahn So-hyun             | Coreia do Sul | 109.33 | 39.60 (1)  | 69.73 (1)  |
| Medalha de prata  | Charlotte Vandersarren  | Bélgica       | 92.33  | 34.36 (2)  | 57.97 (2)  |
| Medalha de bronze | Sophie Hanke            | Alemanha      | 84.42  | 33.42 (3)  | 51.00 (5)  |
| 4                 | Jade Rautianen          | Finlândia     | 83.59  | 30.42 (4)  | 53.17 (4)  |
| 5                 | Maria Tullia Trevisan   | Itália        | 83.29  | 27.89 (6)  | 55.40 (3)  |
| 6                 | Amelia Scarlett Jackson | Austrália     | 75.26  | 25.83 (10) | 49.43 (6)  |
| 7                 | Eloide Eudine           | França        | 75.19  | 28.70 (5)  | 46.49 (8)  |
| 8                 | Lara Gucek              | Eslovênia     | 71.77  | 25.12 (12) | 46.65 (7)  |
| 9                 | Chiara Sensori          | Itália        | 71.29  | 26.39 (8)  | 44.90 (11) |
| 10                | Genevieve Somerville    | Reino Unido   | 70.05  | 25.96 (9)  | 44.09 (14) |
| 11                | Viviene Contarino       | Croácia       | 69.33  | 23.79 (15) | 45.54 (9)  |
| 12                | Lana Petranovic         | Croácia       | 68.43  | 24.33 (13) | 44.10 (13) |
| 13                | Nea Smolej              | Eslovênia     | 67.50  | 22.26 (20) | 45.24 (10) |
| 14                | Martina Rota            | Itália        | 67.50  | 23.60 (17) | 43.90 (15) |
| 15                | Nina Polsak             | Eslovênia     | 67.13  | 25.53 (11) | 41.60 (18) |
| 16                | Emilie Grosch           | Áustria       | 66.63  | 22.43 (19) | 44.20 (12) |
| 17                | Marusa Udrih            | Eslovênia     | 66.26  | 23.70 (16) | 42.56 (16) |
| 18                | Jella Rautiainen        | Finlândia     | 62.23  | 24.20 (14) | 38.03 (22) |
| 19                | Lisa Van Genck          | Bélgica       | 62.14  | 20.20 (24) | 41.94 (17) |
| 20                | Sofia Korsumaki         | Finlândia     | 61.41  | 22.77 (18) | 38.65 (21) |
| 21                | Shanon Carrick          | Reino Unido   | 61.04  | 20.85 (23) | 40.19 (19) |
| 22                | Eve Cornet              | França        | 60.90  | 27.51 (7)  | 33.39 (27) |
| 23                | Lucy Merillees          | Eslovênia     | 60.35  | 21.02 (22) | 39.33 (20) |
| 24                | Sara Martucelli         | Itália        | 59.92  | 21.42 (21) | 37.50 (24) |
| 25                | Kaja Gril               | Eslovênia     | 56.84  | 19.07 (25) | 37.77 (23) |
| 26                | Christina Lillian Baker | Croácia       | 53.81  | 17.37 (27) | 36.44 (25) |
| 27                | Alicia Gerber           | África do Sul | 51.89  | 17.78 (26) | 34.11 (26) |
| 28                | Nika Novak              | Eslovênia     | 44.14  | 16.21 (28) | 27.93 (28) |
| WD                | Joelle Nasheim          | Áustria       | —      | — (WD)     |            |
| WD                | Jara Jaszonyi           | Hungria       | —      | — (WD)     |            |

## Quadro de medalhas
Sênior
| Ordem | País      | Medalha de ouro | Medalha de prata | Medalha de bronze |   | Ordem por total |
| ----- | --------- | --------------- | ---------------- | ----------------- | - | --------------- |
| 1     | Japão     | 1               | 1                | 1                 | 3 | 1               |
| 2     | Filipinas | 1               |                  |                   | 1 | 2               |
| 3     | Itália    |                 | 1                |                   | 1 | 2               |
| 4     | Suécia    |                 |                  | 1                 | 1 | 2               |
| TOTAL | TOTAL     | 2               | 2                | 2                 | 6 | —               |

Geral
| Ordem | País          | Medalha de ouro | Medalha de prata | Medalha de bronze |    | Ordem por total |
| ----- | ------------- | --------------- | ---------------- | ----------------- | -- | --------------- |
| 1     | Japão         | 1               | 1                | 1                 | 3  | 1               |
| 2     | Coreia do Sul | 1               | 1                |                   | 2  | 3               |
| 2     | França        | 1               | 1                |                   | 2  | 3               |
| 4     | Alemanha      | 1               |                  | 2                 | 3  | 1               |
| 5     | Cazaquistão   | 1               |                  |                   | 1  | 6               |
| 5     | Filipinas     | 1               |                  |                   | 1  | 6               |
| 7     | Itália        |                 | 1                | 1                 | 2  | 3               |
| 8     | Bélgica       |                 | 1                |                   | 1  | 6               |
| 8     | Eslovênia     |                 | 1                |                   | 1  | 6               |
| 10    | Hungria       |                 |                  | 1                 | 1  | 6               |
| 10    | Suécia        |                 |                  | 1                 | 1  | 6               |
| TOTAL | TOTAL         | 6               | 6                | 6                 | 18 | —               |